# رشته‌کوه راریتکین
رشته‌کوه راریتکین (روسی: хребет Рарыткин) یک رشته‌کوه در ناحیه خودگردان چوکوتکای کشور روسیه است.